# Hugo Claus
Hugo Claus (ur. 5 kwietnia 1929 w Brugii, zm. 19 marca 2008 w Antwerpii) – flamandzki pisarz, poeta, dramaturg, reżyser filmowy i malarz, jeden z najczęściej nagradzanych pisarzy niderlandzkojęzycznych.

## Życiorys
Posługiwał się licznymi pseudonimami tj. Dorothea van Male, Jan Hyoens i Thea Streiner.
W 1983 opublikował swoje najsłynniejsze dzieło "Cały smutek Belgii", powieść częściowo autobiograficzną.
Był wielokrotnie typowany na laureata Literackiej Nagrody Nobla. Kilkakrotnie tłumaczony na język polski.
W latach pięćdziesiątych należał do awangardowej grupy artystycznej Cobra, która zrzeszała pisarzy, poetów i malarzy z Danii, Belgii i Holandii. Wcześniej przebywał w Paryżu, gdzie znalazł się w kręgu surrealistów, był pod silnym wpływem Antonina Artaud.
Był kilkakrotnie żonaty. Jedną z jego żon była aktorka Sylvia Kristel, odtwórczyni głównej roli we francuskim filmie erotycznym "Emmanuelle" z 1974 roku.
Cierpiał na chorobę Alzheimera, postanowił zakończyć swoje życie poprzez eutanazję w Middelheim Ziekenhuis w Antwerpii 19 marca 2008.

## Dzieła (wybór)
- 1950 - De Metsiers (powieść, wyd. pol. pt. Polowanie na kaczki, Warszawa 1981)
- 1969 - Vrijdag (wyd. pol. pt. Piątek)
- 1983 - Het verdriet van België (powieść, wyd. pol. pt. Cały smutek Belgii, 1994)
- 1989 - Wiersze z Oostakker, wstęp, posłowie Jerzy Koch, Kłodzko.